# 阿里河镇
阿里河镇，是中华人民共和国内蒙古自治区呼伦贝尔市鄂倫春自治旗下辖的一个乡镇级行政单位。

## 行政区划
阿里河镇下辖以下地区：
平安社区、青山社区、康宁社区、林海社区、东风社区、齐奇岭村、昆仑山村、阿里河村和阿东村。